# Rozina Pátkai

Rozina Pátkai (Budapeste, 1 de Novembro de 1978) é uma cantora, compositora e artista húngara.
A cantora de ascendência italiana ganhou fama e sucesso pelo seu trio de música bossa nova em vários competições internationais. Em 2016, começou o projecto chamado „Minka”„Minka”. Nesse ela mistura música eletrónica com poemas húngaros. Nos shows ao vivo da Minka, ela colabora com o artista de techno húngaro Zsiga Bernáthy e costumam apresentar-se com o artista visual Gábor Karcis.
O seu marido é Márton Fenyvesi que toca a guitarra e trabalha como compositor e engenheiro de som. Rozina tem três filhos: Kamilla Emma Kodolányi (2003). Panna Zsófia Váczi (2006) e Rudolf Benedek Fenyvesi (2019).

## Carreira
Depois de se formar como professora de húngaro e inglês em 2009, Rozina tirou o curso de jazz na Conservatória e Escola de Música „Etűd” onde ensinou mais tarde. Além de ensinar, também trabalhou como jornalista.
A carreira da cantora começou com estudo de música clássica. Desde 2010, a artista canta em formações diferentes na Hungria. Com o Trio da Rozina Pátkai, formado por músicos János Ávéd e István Tóth Ifj., ganharam vários prémios internacionais e créditos profissionais. Desde 2012, Rozina trabalha exclusivamente como performer e compositora freelancer.
Em 2013, a banda da artista apresentou-se no Jazz Showcase organisado pelo Palácito das Artes em Budapeste.
O quinteto de Rozina que principalmente toca bossa nova é único pela expressão autêntica das melodias brasileiras, da harmonia vocal e das canções especiais da cantora em que também existem influências de improvisação e dos elementos musicais modernos.
Com os seus colegas da universidade de Intermídia, Rozina realizou o projecto ’EM90’ que coloca as poemas do Erdély Miklós na música. O músico  Barnabás Bácsie o ator Richárd Melykó participaram no projeto.
Pátkai começou os estudos na Théba Escola das Artes  graças à inspiração do escultor Dezső Mészáros. A primeira exposição visual de Rozina foi realizada em Budapeste em 2001. Serviu para a documentação das suas viagens a Londres. A artista produziu fotos, desenhos e obras de arte, apresentados sob o nome da “Minka”. Em 2016, os desenhos de Minka foram exibidos no Clube de Jazz Budpapeste. Em 2017, os seus novos trabalhos foram exibidos em Budapest, Debrecen, Noszvaj, Makó em Hungria.
Autalmente, Rozina estuda Artes de Intermídia na Universidade Húngara das Belas Artes.
Em 2019, Pátkai participou na competição de Eurovision Hungary („A Dal 2019”) com a música Frida.

## Prémios e reconhecimentos
- 2011 Festival Fringe Budapest, Especial Prémio Profissional
- 2011 Edinburgo Festival Fringe, Dell-out Show Laurel (Escócia)
- 2012 Jazz Voices 2012, Klaipeda (Lituânia)
- 2012 EuropaFest Jazz Combo Competição Final, Bucareste (Romênia)
- 2012 Festival de Música da Rua em Veszprém, Prémio do Público
- 2013 Jazz Showcase, Palácio das Artes (MÜPA), Budapeste
- 2013 Prémio de Música Independente, Prémio do Público - Você e Eu (EUA)
- 2013 Competição Solo Vocal Made in New York Top 5 (EUA)
- 2014 Prémio de Música Independente, Prémio Profissional, Melhor Música Jazz Vocal (EUA)

- 2014 Nomeação de Música Independente, Melhor Álbum Latino, Melhor Álbum de Jazz Vocal e Melhor Música Jazz Vocal - El Hombre Que Yo Ame, Você e Eu

- 2015 Prémio de Música Independente, Melhor Canção Latino (EUA)
- 2018 Prémio de Música Independente, Prémio Profissional, Melhor Música Jazz Vocal (EUA)
- 2018 Nomeação do Melhor Álbum na Hungria, Fonogram - Paraíso na Terra[2]
- 2019 Prémio de Música Independente, Album com a melhor conceção - Taladim[3]

## Albums
- 2011 Bossa Novas Pátkai Rozina - Tóth Mátyás duo
- 2013 Você e Eu
- 2015 Samba Chuva EP
- 2016 Paraíso na Terra
- 2018 Taladim
- 2019 EM90 - Erdély Miklós: Rossz szórend

## Cooperações
- Banda de PECA - vocais[4]*

- Bin-Jip (band) – cantora, compositora